# Ames
Pour les articles homonymes, voir Ames (homonymie).
Ames est une commune française située dans le département du Pas-de-Calais en région Hauts-de-France. Ses habitants sont appelés les Amois.
La commune fait partie de la communauté d'agglomération de Béthune-Bruay, Artois-Lys Romane qui regroupe 100 communes et compte 275 327 habitants en 2021.

## Géographie

### Localisation
Ames se situe à 5 km de son chef-lieu de canton Lillers, 20 km de Béthune, 35 km de sa préfecture Arras, 42 km de Lens, 72 km de Calais et à 82 km de Lille.
Le village est situé sur les premiers contreforts de l'Artois.
La majorité des habitations du village sont situées dans la vallée de la Nave qui est un affluent de la Clarence, elle-même affluent de la Lys. Le hameau de la Bellerie est situé sur l'amont de la rivière, le centre groupé autour de l'église Saint-Pierre est situé plus en aval.
Plus à l'écart, à proximité de Ferfay se trouve le hameau communément appelé No 3 du nom de la Fosse qui témoigne de l'exploitation du charbon dans la commune au début du XIXe siècle. Un ancien terril plat demeure d'ailleurs en place au hameau dit de No 3 (du nom du puits No 3 de la compagnie des mines de Ferfay ou puits Druon exploité de 1865 à 1929). Un autre terril se situait sur les hauteurs de la commune en direction de Auchy-au-Bois ainsi qu'un trou béant correspondant à l'ancien puits de mine. Ledit terril fut « rasé » dans les années 1980 et le puits comblé. La Bellerie est voisine du village d'Amettes dont elle est séparée par la chaussée Brunehaut (ancienne voie romaine reliant Arras à Thérouanne). Le centre du village est contigu avec le hameau de Liérettes qui appartient à la commune de Lières.
Le territoire de la commune est limitrophe de ceux de cinq communes.
Les communes limitrophes sont Lières, Lillers, Ferfay, Amettes et Auchy-au-Bois.

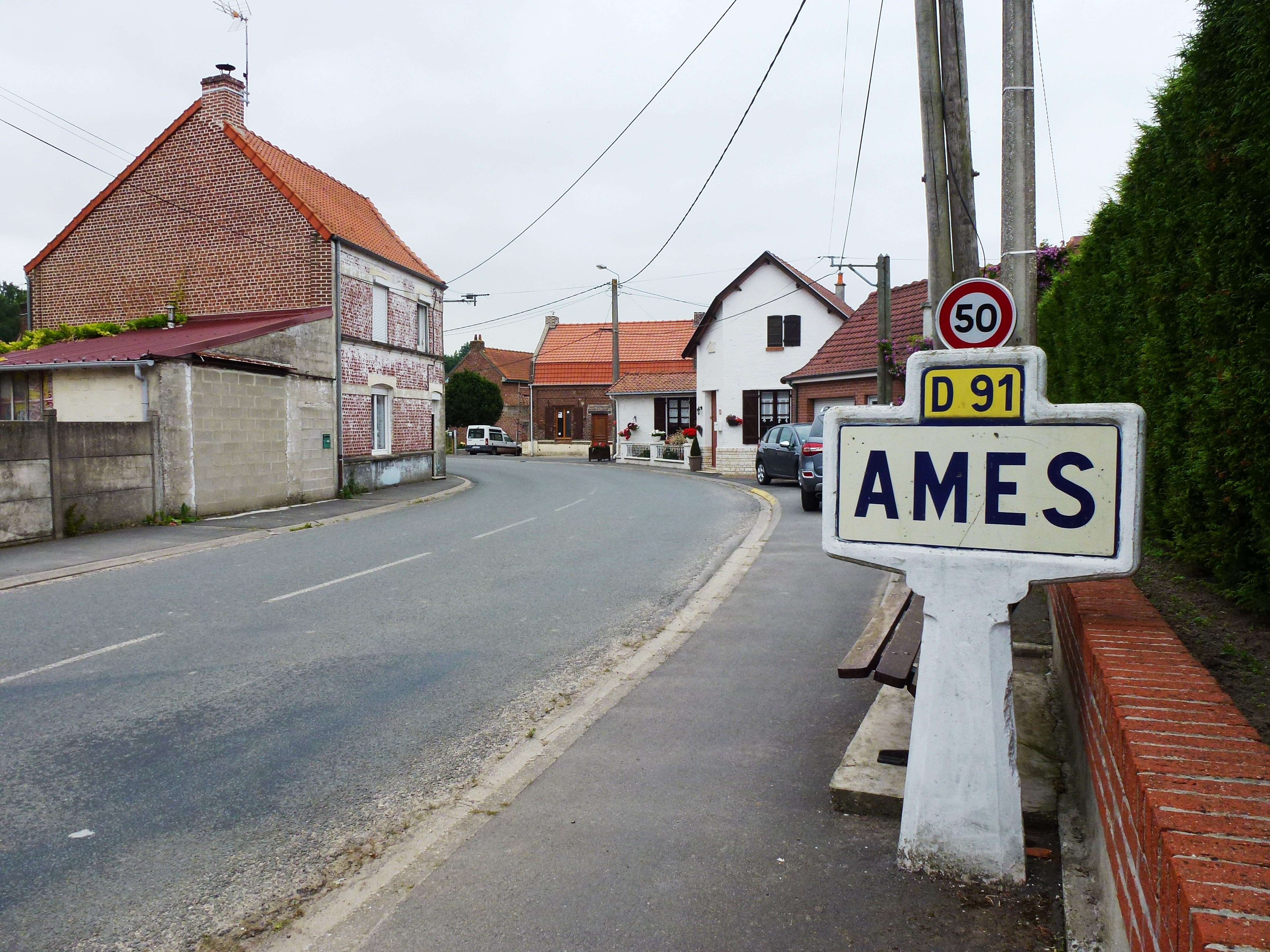
Une entrée du village.
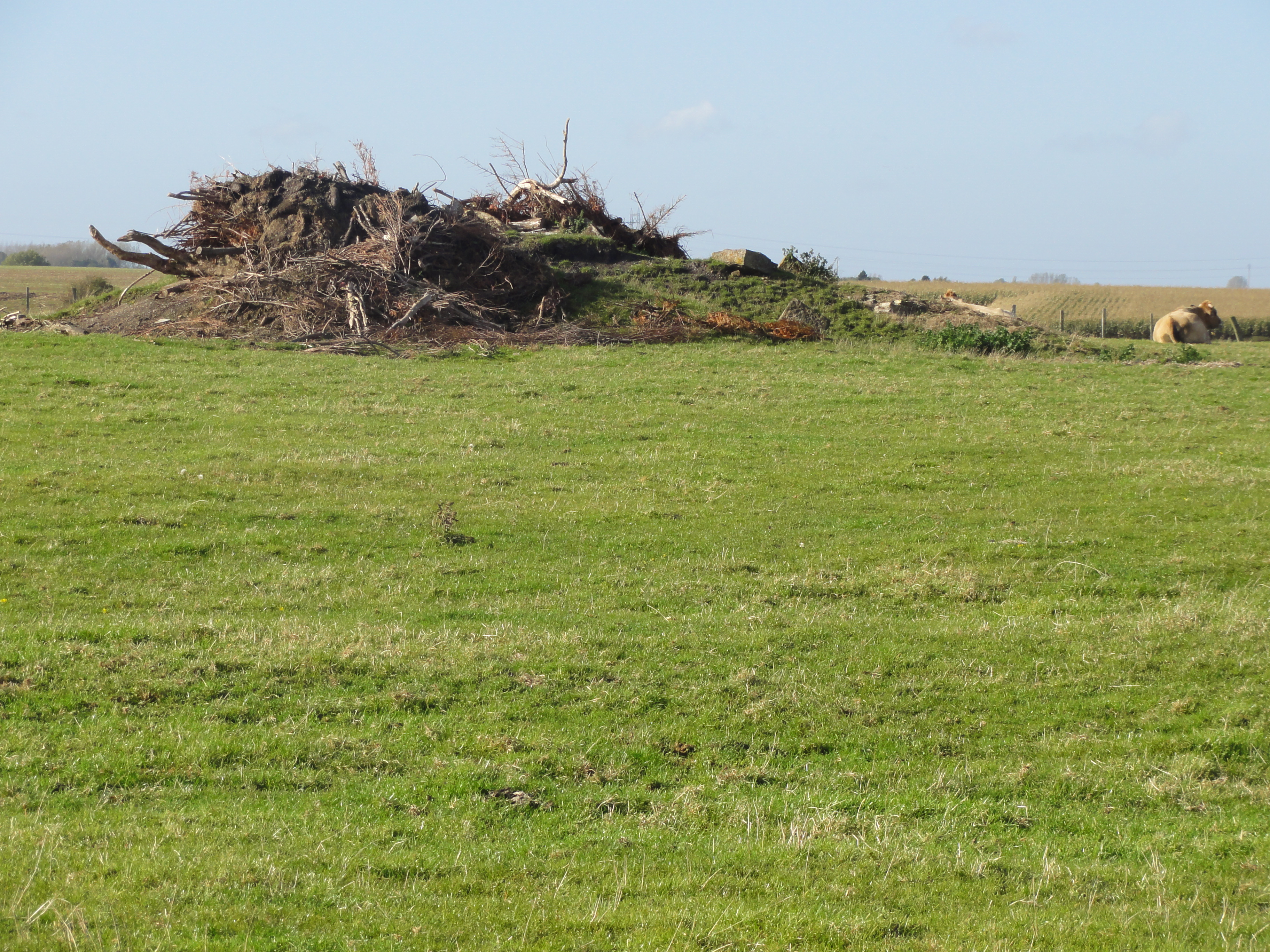
La fosse no 3 des mines d'Auchy-au-Bois.
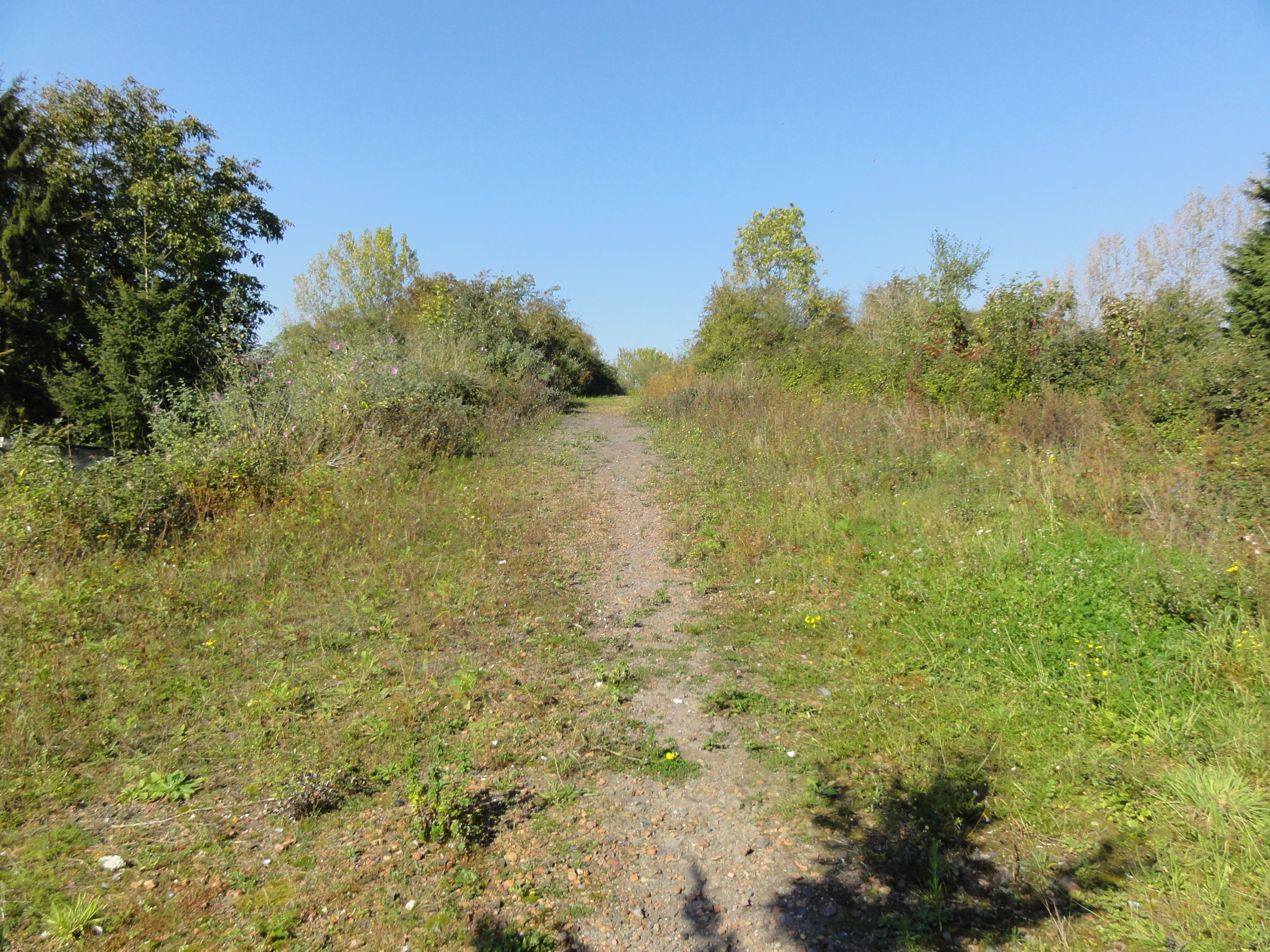
Le terril no 21, 3 de Ferfay.

### Géologie et relief
La superficie de la commune est de 3,51 km2 ; son altitude varie de 52  à   99 mètres.

### Hydrographie
Le territoire de la commune est situé dans le bassin Artois-Picardie.
La commune est drainée par deux cours d'eau : la Nave, d'une longueur de 21,88 km, qui prend sa source dans la commune de Fontaine-lès-Hermans et se jette dans La Clarence au niveau de la commune de Robecq et par la Lières.

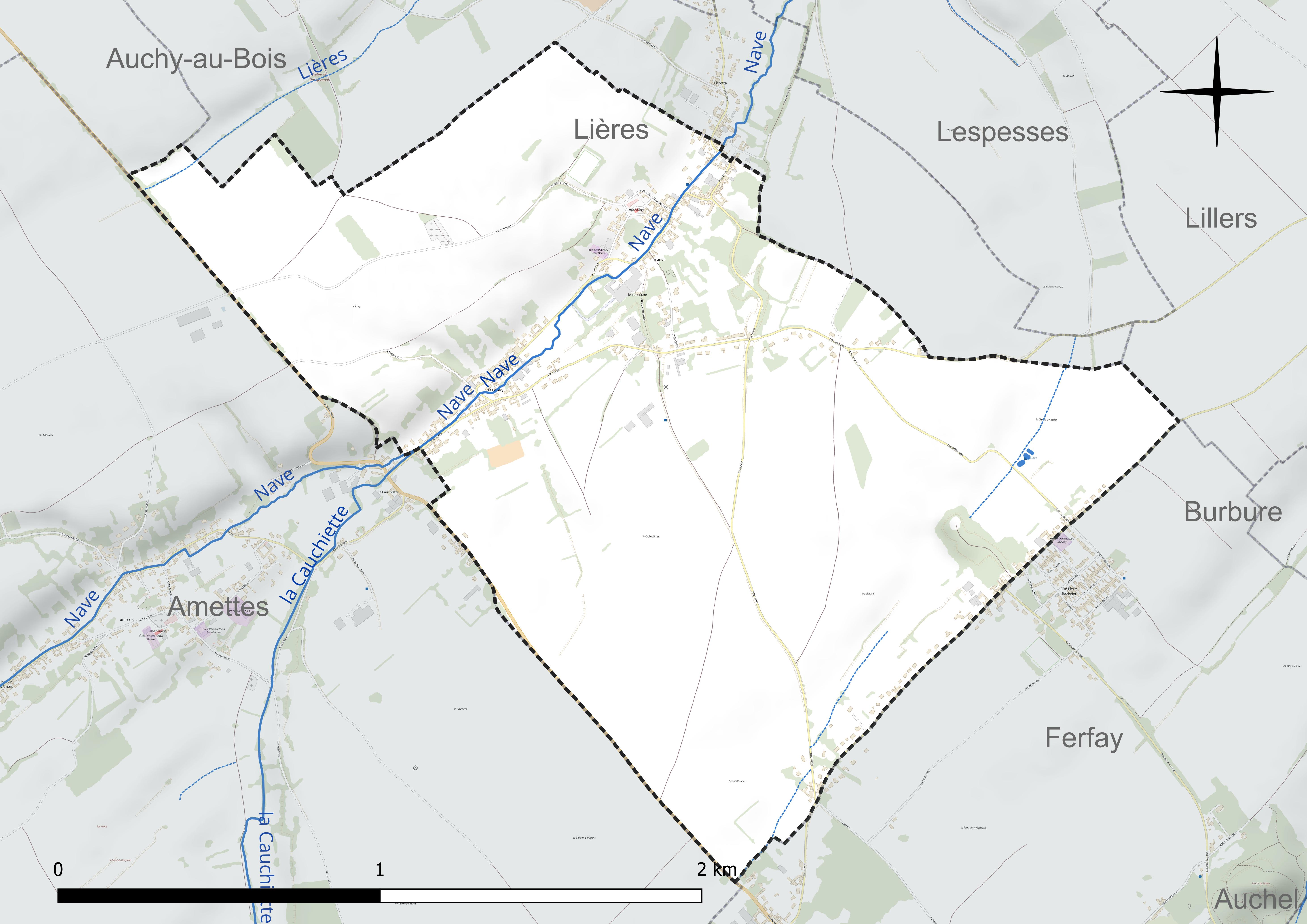
Réseau hydrographique d'Ames.

### Climat
Pour des articles plus généraux, voir Climat des Hauts-de-France et Climat du Pas-de-Calais.
En 2010, le climat de la commune est de type climat océanique altéré, selon une étude du CNRS s'appuyant sur une série de données couvrant la période 1971-2000. En 2020, Météo-France publie une typologie des climats de la France métropolitaine dans laquelle la commune est exposée à un climat océanique et est dans la région climatique Côtes de la Manche orientale, caractérisée par un faible ensoleillement (1 550 h/an) ; forte humidité de l’air (plus de 20 h/jour avec humidité relative > 80 % en hiver), vents forts fréquents.
Pour la période 1971-2000, la température annuelle moyenne est de 10,1 °C, avec une amplitude thermique annuelle de 13,8 °C. Le cumul annuel moyen de précipitations est de 848 mm, avec 12,4 jours de précipitations en janvier et 9,2 jours en juillet. Pour la période 1991-2020, la température moyenne annuelle observée sur la station météorologique la plus proche, située sur la commune de Lillers à 5 km à vol d'oiseau, est de 11,1 °C et le cumul annuel moyen de précipitations est de 731,5 mm,. Pour l'avenir, les paramètres climatiques de la commune estimés pour 2050 selon différents scénarios d'émission de gaz à effet de serre sont consultables sur un site dédié publié par Météo-France en novembre 2022.
| Mois                                  | jan.           | fév.           | mars           | avril         | mai         | juin          | jui.        | août          | sep.          | oct.          | nov.          | déc.           | année      |
| ------------------------------------- | -------------- | -------------- | -------------- | ------------- | ----------- | ------------- | ----------- | ------------- | ------------- | ------------- | ------------- | -------------- | ---------- |
| Température minimale moyenne (°C)     | 2,2            | 1,8            | 3,1            | 4,8           | 8,1         | 11            | 12,8        | 12,9          | 10,3          | 8,3           | 5,4           | 2,9            | 7          |
| Température moyenne (°C)              | 4,7            | 4,8            | 7,2            | 10,2          | 13,1        | 16,1          | 18,2        | 18,2          | 15,5          | 12,1          | 8,2           | 5,4            | 11,1       |
| Température maximale moyenne (°C)     | 7,2            | 7,8            | 11,3           | 15,7          | 18,2        | 21,3          | 23,6        | 23,4          | 20,7          | 15,9          | 11            | 7,8            | 15,3       |
| Record de froid (°C) date du record   | −14,5 25.01.13 | −16,3 04.02.12 | −10,3 13.03.13 | −5,4 08.04.03 | −1 14.05.10 | 1,9 01.06.11  | 4 03.07.11  | 5,4 31.08.11  | 0,6 30.09.18  | −4,5 28.10.03 | −5,3 30.11.16 | −11,3 18.12.10 | −16,3 2012 |
| Record de chaleur (°C) date du record | 15,9 01.01.22  | 18,8 24.02.21  | 24,8 31.03.21  | 27,3 20.04.18 | 32 27.05.05 | 34,1 29.06.19 | 41 25.07.19 | 37,5 06.08.03 | 34,3 09.09.23 | 29 01.10.11   | 20,7 07.11.15 | 16,5 30.12.22  | 41 2019    |
| Précipitations (mm)                   | 60,2           | 51,3           | 46,5           | 44,1          | 57,5        | 60            | 65,4        | 69,6          | 59,6          | 67,3          | 73,6          | 76,4           | 731,5      |

## Urbanisme

### Typologie
Au 1er janvier 2024, Ames est catégorisée bourg rural, selon la nouvelle grille communale de densité à sept niveaux définie par l'Insee en 2022.
Elle est située hors unité urbaine. Par ailleurs la commune fait partie de l'aire d'attraction d'Auchel - Lillers, dont elle est une commune de la couronne,. Cette aire, qui regroupe 29 communes, est catégorisée dans les aires de 50 000 à moins de 200 000 habitants,.

### Occupation des sols
L'occupation des sols de la commune, telle qu'elle ressort de la base de données européenne d’occupation biophysique des sols Corine Land Cover (CLC), est marquée par l'importance des territoires agricoles (87,1 % en 2018), une proportion identique à celle de 1990 (87,1 %). La répartition détaillée en 2018 est la suivante : 
terres arables (58,9 %), prairies (28,2 %), zones urbanisées (12,9 %). L'évolution de l’occupation des sols de la commune et de ses infrastructures peut être observée sur les différentes représentations cartographiques du territoire : la carte de Cassini (XVIIIe siècle), la carte d'état-major (1820-1866) et les cartes ou photos aériennes de l'IGN pour la période actuelle (1950 à aujourd'hui).

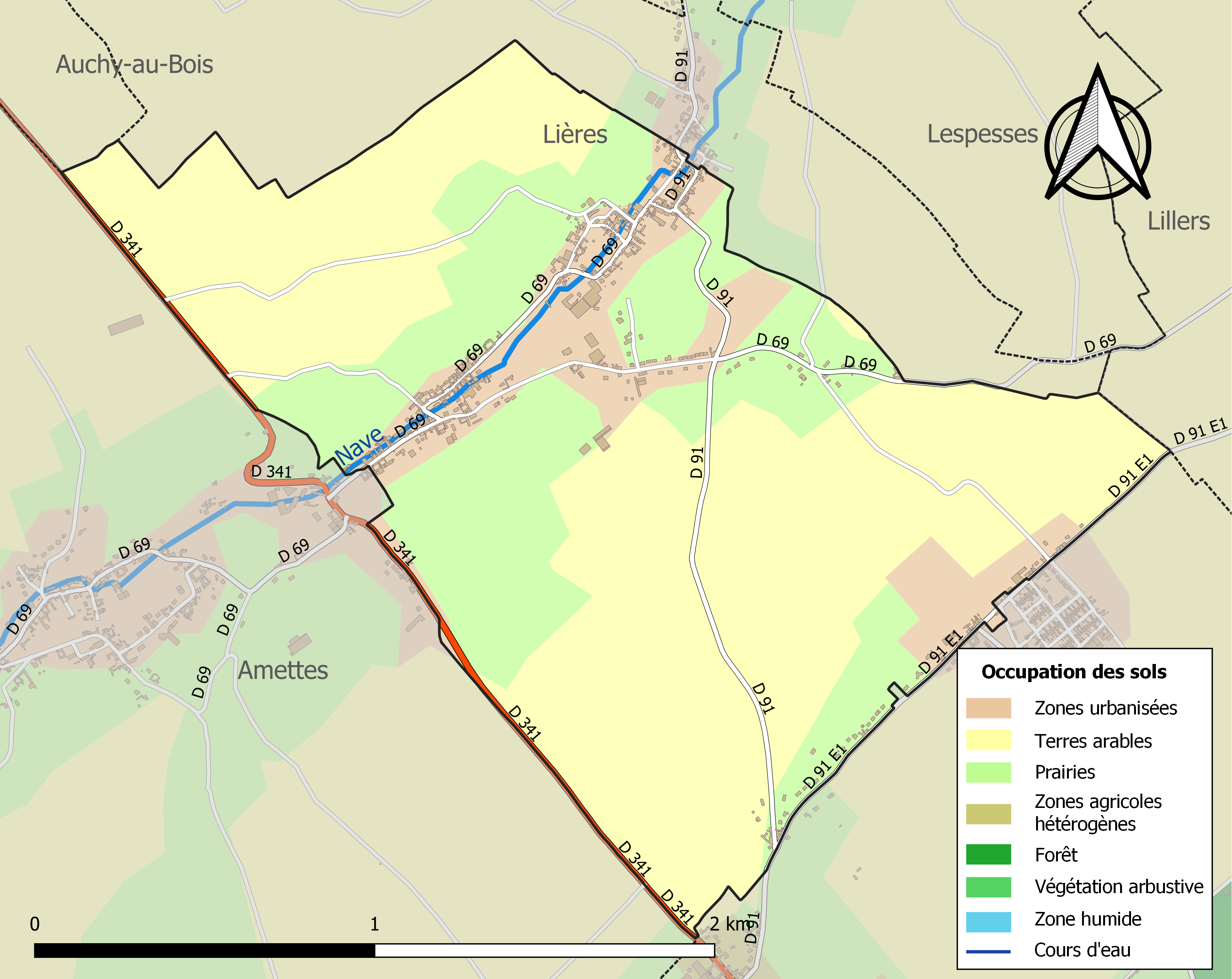
Carte des infrastructures et de l'occupation des sols de la commune en 2018 (CLC).

## Toponymie
Le nom de la localité est attesté sous les formes Aumes en 1187 (ch. de Saint-Bert., n° 353), Almes en 1209 (chap. de Lillers, c. 1), Haumeis en 1244 (cart. de Bourbourg, n° 145), Hames en 1298 (ch. d’Art., Ricouart, p. 646), Ames en 1400 (Arch. nat., P. 1400), Amez les Amettes en 1720 (Saugrain, p. 335), Halmes en 1762 (Expilly, t. I, p. 49), Amel en 1801.
À envisager, une variante de Amettes, nom qui devrait désigner un hameau.
- Almen en flamand[17].

## Histoire
En juillet 1724, la terre de Pitgam est érigée en comté sous la dénomination de comté d'Eterno en faveur de Lambert d'Eterno. Lambert d'Eterno est seigneur d'Eterno, Pitgam, Ames, Herbellene, Delattre, le Perroy et Refranche, chevalier de Saint-Louis, lieutenant-colonel d'infanterie. La famille d'Eterno est une des plus anciennes familles de Franche-Comté. le père de Lambert, Alexandre d'Eterno, capitaine au régiment de Bourgogne, a participé aux deux sièges de Salins, (siège de Salins 1674), y est fait prisonnier dans le fort de la Ratte, après avoir soutenu l'effort des armées ennemies et y a perdu son germain tué auprès de lui. Lambert sert depuis 1691, alors âgé de 16 ans, a participé à la bataille de la Marsaille, etc..
Le village avait surtout une activité agricole : élevage bovin dans des prairies bocagères au fond de la vallée et cultures céréalières sur les hauteurs.
La population autour des années 1950-1970 était constitué essentiellement d'agriculteurs et de mineurs.

## Politique et administration

### Découpage territorial
La commune se trouve dans l'arrondissement de Béthune du département du Pas-de-Calais.

#### Commune et intercommunalités
La commune est membre de la communauté d'agglomération de Béthune-Bruay, Artois-Lys Romane.

#### Circonscriptions administratives
La commune est rattachée au canton de Lillers.

#### Circonscriptions électorales
Pour l'élection des députés, la commune fait partie de la huitième circonscription du Pas-de-Calais.

### Élections municipales et communautaires

#### Liste des maires
| Période                                  | Période                     | Identité          | Étiquette | Qualité                                                                  |
| ---------------------------------------- | --------------------------- | ----------------- | --------- | ------------------------------------------------------------------------ |
| Les données manquantes sont à compléter. |                             |                   |           |                                                                          |
|                                          |                             | Henri Huchette    |           |                                                                          |
| mars 1983                                | mars 2001                   | Guy Leroy         |           |                                                                          |
| mars 2001                                | juillet 2005                | Christine Kurzawa |           |                                                                          |
| septembre 2005                           | En cours (au 26 avril 2022) | Marcel Cocq       |           | Retraité Réélu pour le mandat 2014-2020, Réélu pour le mandat 2020-2026, |

## Équipements et services publics

### Justice, sécurité, secours et défense
La commune dépend du tribunal judiciaire de Béthune, du conseil de prud'hommes de Béthune, de la cour d'appel de Douai, du tribunal de commerce d'Arras, du tribunal administratif de Lille, de la cour administrative d'appel de Douai et du tribunal pour enfants de Béthune.

## Population et société

### Démographie
Ses habitants sont appelés les Amois.

#### Évolution démographique
L'évolution du nombre d'habitants est connue à travers les recensements de la population effectués dans la commune depuis 1793. Pour les communes de moins de 10 000 habitants, une enquête de recensement portant sur toute la population est réalisée tous les cinq ans, les populations de référence des années intermédiaires étant quant à elles estimées par interpolation ou extrapolation. Pour la commune, le premier recensement exhaustif entrant dans le cadre du nouveau dispositif a été réalisé en 2007.

En 2022, la commune comptait 660 habitants, en évolution de +2,48 % par rapport à 2016 (Pas-de-Calais : −0,72 %, France hors Mayotte : +2,11 %).
| 1793 | 1800 | 1806 | 1821 | 1831 | 1836 | 1841 | 1846 | 1851 |
| ---- | ---- | ---- | ---- | ---- | ---- | ---- | ---- | ---- |
| 324  | 281  | 352  | 418  | 445  | 419  | 405  | 382  | 401  |

| 1856 | 1861 | 1866 | 1872 | 1876 | 1881 | 1886 | 1891 | 1896 |
| ---- | ---- | ---- | ---- | ---- | ---- | ---- | ---- | ---- |
| 418  | 429  | 452  | 514  | 627  | 643  | 658  | 675  | 682  |

| 1901 | 1906 | 1911 | 1921 | 1926 | 1931 | 1936 | 1946 | 1954 |
| ---- | ---- | ---- | ---- | ---- | ---- | ---- | ---- | ---- |
| 693  | 722  | 808  | 828  | 753  | 695  | 680  | 703  | 700  |

| 1962 | 1968 | 1975 | 1982 | 1990 | 1999 | 2006 | 2007 | 2012 |
| ---- | ---- | ---- | ---- | ---- | ---- | ---- | ---- | ---- |
| 668  | 639  | 611  | 601  | 555  | 518  | 563  | 569  | 653  |

| 2017 | 2022 | - | - | - | - | - | - | - |
| ---- | ---- | - | - | - | - | - | - | - |
| 636  | 660  | - | - | - | - | - | - | - |

#### Pyramide des âges
En 2018, le taux de personnes d'un âge inférieur à 30 ans s'élève à 33,7 %, soit en dessous de la moyenne départementale (36,7 %). À l'inverse, le taux de personnes d'âge supérieur à 60 ans est de 25,8 % la même année, alors qu'il est de 24,9 % au niveau départemental.
En 2018, la commune comptait 317 hommes pour 315 femmes, soit un taux de 50,16 % d'hommes, légèrement supérieur au taux départemental (48,5 %).
Les pyramides des âges de la commune et du département s'établissent comme suit.
| Hommes | Classe d’âge | Femmes |
| ------ | ------------ | ------ |
| 0,0    | 90 ou +      | 2,3    |
| 6,0    | 75-89 ans    | 10,7   |
| 16,2   | 60-74 ans    | 16,4   |
| 20,8   | 45-59 ans    | 19,7   |
| 21,5   | 30-44 ans    | 19,1   |
| 13,6   | 15-29 ans    | 16,0   |
| 21,9   | 0-14 ans     | 15,9   |

| Hommes | Classe d’âge | Femmes |
| ------ | ------------ | ------ |
| 0,5    | 90 ou +      | 1,6    |
| 5,6    | 75-89 ans    | 8,9    |
| 16,7   | 60-74 ans    | 18,1   |
| 20,2   | 45-59 ans    | 19,2   |
| 18,9   | 30-44 ans    | 18,1   |
| 18,2   | 15-29 ans    | 16,2   |
| 19,9   | 0-14 ans     | 17,9   |

## Économie

### Revenus de la population et fiscalité
En 2019, dans la commune, il y a 260 ménages fiscaux qui comprennent 621 personnes pour un revenu médian disponible par unité de consommation de 20 080 euros, soit inférieur au revenu de la France métropolitaine qui est de 21 930 euros,.

## Culture locale et patrimoine

### Lieux et monuments

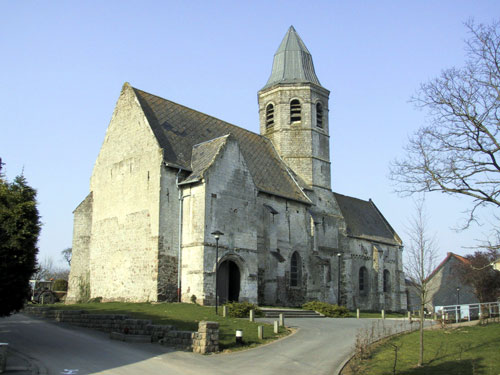
L'église d'Ames.

#### Monument historique
- L'église Saint-Pierre, construite au XIIe siècle, a été remaniée au début du XVIIe siècle. Les travées du chœur et de la tour centrale ont été voûtées dès l'origine. Le chœur est de style roman. Vers 1600, furent construits le clocher et les parties hautes. L'édifice fait l’objet d’une inscription au titre des monuments historiques depuis le 30 mai 1984[32]. Dans les années 1960, après Vatican II, l'autel fut déplacé au milieu de l'édifice, sous le clocher, sous l'impulsion de l'abbé Louis Caroux. La coutume a alors voulu que les hommes assistent à l'office placés dans l'ancienne partie romane et les femmes en vis-à-vis dans la partie de l'édifice moins ancienne. En 2011, la toiture est en très mauvais état et nécessite la réalisation de travaux importants.

#### Autres lieux et monuments
- Le monument aux morts est au centre du village, à l’intersection du chemin du Mont-Gut, de la rue du Moulin et de la rue Principale. Il commémore les guerres de 1870-1871, 1914-1918, 1939-1945 et d'Algérie. Dans l'église se trouve une plaque commémorant les morts de la guerre 1914-1918[33].
- La petite forêt d'Ames qui se situe à l'extérieur du village reliant le sentier de la Scyrendale jusqu'à Amettes. Le sentier principal de la commune et le sentier de la Scyrendale passant par Lillers, qui forment un grand S à l'entrée du village.
- Un calvaire, des chapelles-oratoires.

### Personnalités liées à la commune
- Louis Maximilien François Herman Hinnisdal de Fumal, (1751- après 1824), général de la Révolution et du Premier Empire, né à Ames.

### Héraldique
| Armes d'Ames | Les armes d'Ames se blasonnent ainsi : D’argent au chevron de sable accompagné de trois merlettes du même. |

## Pour approfondir

#### Bases de données, dictionnaires et encyclopédies
- Ressources relatives à la géographie :   - Insee (communes)
  - Ldh/EHESS/Cassini
- Ressource relative à plusieurs domaines :   - Annuaire du service public français
- Notices d'autorité :   - VIAF
  - BnF (données)